# Westhampton (Nova York)
Westhampton és una concentració de població designada pel cens dels Estats Units a l'estat de Nova York. Segons el cens del 2000 tenia 2.869 habitants.

## Demografia
Segons el cens del 2000, Westhampton tenia 2.869 habitants, 1.070 habitatges, i 766 famílies. La densitat de població era de 125,9 habitants per km².
Dels 1.070 habitatges en un 37,9% hi vivien nens de menys de 18 anys, en un 58,7% hi vivien parelles casades, en un 8,9% dones solteres, i en un 28,4% no eren unitats familiars. En el 23% dels habitatges hi vivien persones soles el 7,6% de les quals corresponia a persones de 65 anys o més que vivien soles. El nombre mitjà de persones vivint en cada habitatge era de 2,66 i el nombre mitjà de persones que vivien en cada família era de 3,14.
Per edats la població es repartia de la següent manera: un 26,6% tenia menys de 18 anys, un 7,1% entre 18 i 24, un 30,3% entre 25 i 44, un 25,5% de 45 a 60 i un 10,6% 65 anys o més.
L'edat mediana era de 37 anys. Per cada 100 dones de 18 o més anys hi havia 97,1 homes.
La renda mediana per habitatge era de 67.125 $ i la renda mediana per família de 80.313 $. Els homes tenien una renda mediana de 51.331 $ mentre que les dones 36.875 $. La renda per capita de la població era de 31.894 $. Entorn del 3,4% de les famílies i el 4,5% de la població estaven per davall del llindar de pobresa.